# Vinícius Júnior
Vinícius José Paixão de Oliveira Júnior (São Gonçalo, 12. srpnja 2000.) brazilski je nogometaš koji igra na poziciji lijevog krila. Trenutačno igra za Real Madrid.

## Klupska karijera

### Flamengo
Za Flamengo je debitirao 13. svibnja 2017. u utakmici brazilske Série A protiv kluba Atlético Mineiro koja je završila 1:1. Svoj prvi klupski pogodak postigao je u utakmici Cope Sudamericane protiv čileanskog kluba Palestino koja je završila 5:0. Svoja prva dva ligaška pogotka postigao je 19. kolovoza kada je postigao jedina dva gola na utakmici protiv kluba Atlético Goianiense.

### Real Madrid
Dana 23. svibnja 2017. potpisao je ugovor s Real Madridom. Ugovor je počeo vrijediti tek 12. srpnja 2018., na Viníciusov 18. rođendan, budući da igrači moraju imati barem 18 godina kako bi ostvarili transfer na međunarodnoj razini. Real Madrid je za Viníciusa navodno platio 46 milijuna eura što je druga najveća odšteta u povijesti brazilskog nogometa (najveća je Neymarova). Real Madrid je za Viníciusove usluge platio više nego bilo koji klub u povijesti za nekog igrača mlađeg od 19 godina.
Dana 20. srpnja 2018. Vinícius je predstavljen kao igrač Real Madrida. Za novi klub debitirao je u utakmici bez golova protiv gradskog rivala Atlética. Svoj prvi klupski pogodak postigao je 3. studenoga kada je Real Valladolid poražen 2:0. U UEFA Ligi prvaka prvi put je bio strijelac 11. prosinca 2019. kada je Club Brugge poražen 1:3. S Realom je osvojio La Ligu u sezoni 2019./20.
Dana 12. svibnja postigao je hat-trick protiv Levantea koji je poražen s visokih 6:0. U sezoni 2021./22. s Realom je ponovno osvojio La Ligu. Dana 28. svibnja 2022. s Realom je igrao finale UEFA Lige prvaka 2021./22. protiv Liverpoola. Tada je postigao jedini pogodak na utakmici. Tom pobjedom Real je osvojio UEFA Ligu prvaka rekordnih 14 puta. Imenovan je najboljim mladim igračem UEFA Lige prvaka 2021./22. te je uvršten u momčad natjecanja. S 22 pogotka, Vinícius je te sezone bio drugi najbolji strijelac Reala, iza Karima Benzeme.
Postigao je dva pogotka 11. veljače 2023. kada je Real Madrid pobijedio saudijski Al Hilal 5:3 u finalu Svjetskog klupskog prvenstva. Imenovan je najboljim igračem tog izdanja natjecanja. Deset dana kasnije ponovno je postigao dva pogotka, ovaj put u utakmici osmine finala UEFA Lige prvaka 2022./23. u kojoj je Liverpool poražen 2:5. Te sezone ponovno je bio uvršten u momčad sezone UEFA Lige prvaka.
Vinícius je postigao hat-trick 14. siječnja 2024. u finalu španjolskog superkupa protiv Barcelone koja je izgubila 4:1. U prvoj polufinalnoj utakmici UEFA Lige prvaka 2023./24. odigranoj 30. travnja protiv Bayerna, Vinícius je dva puta bio strijelac u susretu koji je završio 2:2 te je tako treću sezonu zaredom postigao barem 20 golova u svim natjecanjima.

## Reprezentativna karijera
S Brazilom je osvojio južnoameričko prvenstvo do 15 godina održanom u Kolumbiji 2015. Bio je drugi najbolji strijelac tog natjecanja sa sedam postignutih pogodaka.
S Brazilom je također osvojio južnoameričko prvenstvo do 17 godina. Na tom natjecanju, održanom u Čileu 2017., bio je najbolji strijelac sa sedam postignutih pogodaka te je imenovan najboljim igračem natjecanja.
Za A selekciju Brazila debitirao je 10. rujna 2019. kada je Brazil izgubio 0:1 od Perua. Svoj prvi reprezentativni pogodak postigao je 24. ožujka 2022. kada je Čile poražen 4:0.
Dana 7. studenoga 2022. imenovan je članom brazilskog sastava za Svjetsko prvenstvo 2022. Postigao je gol i asistenciju 5. prosinca u utakmici osmine finala protiv Južne Koreje koja je završila 4:1. S Brazilom je ispao na penale u četvrtfinalu od Hrvatske.

## Priznanja

### Individualna
- Najbolje lijevo krilo natjecanja Copa São Paulo de Futebol Júnior: 2017.[39]
- Najbolji igrač južnoameričkog prvenstva do 17 godina: 2017.[33]
- Igrač mjeseca La Lige: studeni 2021.,[40] ožujak 2024.[41]
- Član momčadi sezone UEFA Lige prvaka: 2021./22.,[24] 2022./23.[29]
- Mladi igrač sezone UEFA Lige prvaka: 2021./22.[42]
- Član momčadi sezone La Lige: 2021./22.,[43] 2022./23.[44]
- Zlatna lopta FIFA Svjetskog klupskog prvenstva: 2022.[45]
- FIFA FIFPRO Men's World 11: 2023.[46]
- Nagrada Sócrates: 2023.[47]

### Klupska
Real Madrid
- La Liga: 2019./20.,[48] 2021./22.,[21] 2023./24.[49]
- Copa del Rey: 2022./23.[50]
- Supercopa de España: 2019./20.,[51] 2021./22.,[52] 2023./24.[53]
- UEFA Liga prvaka: 2021./22.[54]
- UEFA Superkup: 2022.[55]
- FIFA Svjetsko klupsko prvenstvo: 2018.,[56] 2022.[57]

### Reprezentativna
Brazil do 15
- Južnoameričko prvenstvo do 15 godina: 2015.[58]

Brazil do 17
- Južnoameričko prvenstvo do 17 godina: 2017.[59]
- Kup država članica BRICS-a do 17 godina: 2016.

## Vanjske poveznice
- Profil, Soccerway
- Profil, BDFutbol  (engl.)